# Koninklijk Nederlandsch-Indisch Leger
Het Koninklijk Nederlandsch-Indisch Leger (KNIL) was het Nederlandse leger in de voormalige kolonie Nederlands-Indië. Het heeft officieel bestaan van 1814 tot 1950. Het Nederlands-Indische leger ressorteerde onder het ministerie van Koloniën en bestond uit beroepsmilitairen die zowel binnen als buiten Nederlands-Indië geworven werden. Het KNIL heeft tussen 1814 en 1914 vele militaire veldslagen en expedities uitgevoerd die uiteindelijk resulteerden in de verovering van het gebied dat nu de Republiek Indonesië vormt. Tijdens de Tweede Wereldoorlog was het KNIL samen met de Koninklijke Marine de Nederlandse inbreng in de geallieerde verdediging van het gebied tegen de Japanse invasie. Tijdens de Indonesische Onafhankelijkheidsoorlog was het KNIL onderdeel van de Nederlandse troepenmacht. Na de overdracht van de bestuurlijke bevoegdheden aan de nieuwe republiek werd het koloniale leger ontbonden.

## Voorgeschiedenis

### Nederlanders in de Indische Archipel
Zowel over land als over zee werd er al vanaf de oudheid gehandeld in specerijen tussen Azië, Afrika en Europa. Nadat de Portugezen als eerste Europeanen een scheepsroute vonden langs Kaap de Goede Hoop, kwamen de Nederlanders er snel achteraan. Bestaande Aziatische handelsroutes werden overgenomen en concurrenten uitgeschakeld door de aanschaf en installatie van kanonnen met superieure vuurkracht aan boord van de Europese schepen. Na een aantal voor Nederlandse kooplieden succesvolle reizen, werden verschillende Nederlandse scheepvaartondernemingen, of compagnieën in 1602 samengevoegd tot de Vereenigde Oostindische Compagnie, die zo binnen de Lage Landen als enige partij alle handel ten oosten van Kaap de Goede Hoop tot aan de Straat van Magellaan in handen had. De VOC streefde naar een monopolie in de handel in nootmuskaat, foelie en kruidnagelen. Deze geliefde specerijen groeiden alleen in de zuid-Molukken. Om dat doel te bereiken besloot Jan Pieterszoon Coen in 1621 om een groot deel van de bevolking van de Molukse Banda-eilanden te vermoorden en de rest te verdrijven. De ontvolkte eilanden werden vervolgens bevolkt met slaven, die uitsluitend aan de compagnie leverden. Omdat de Nederlanden oorlog voerden met Spanje, dat een unie vormde met Portugal, voerde de Compagnie ook aanvallen uit op alle overzeese Portugese nederzettingen. 

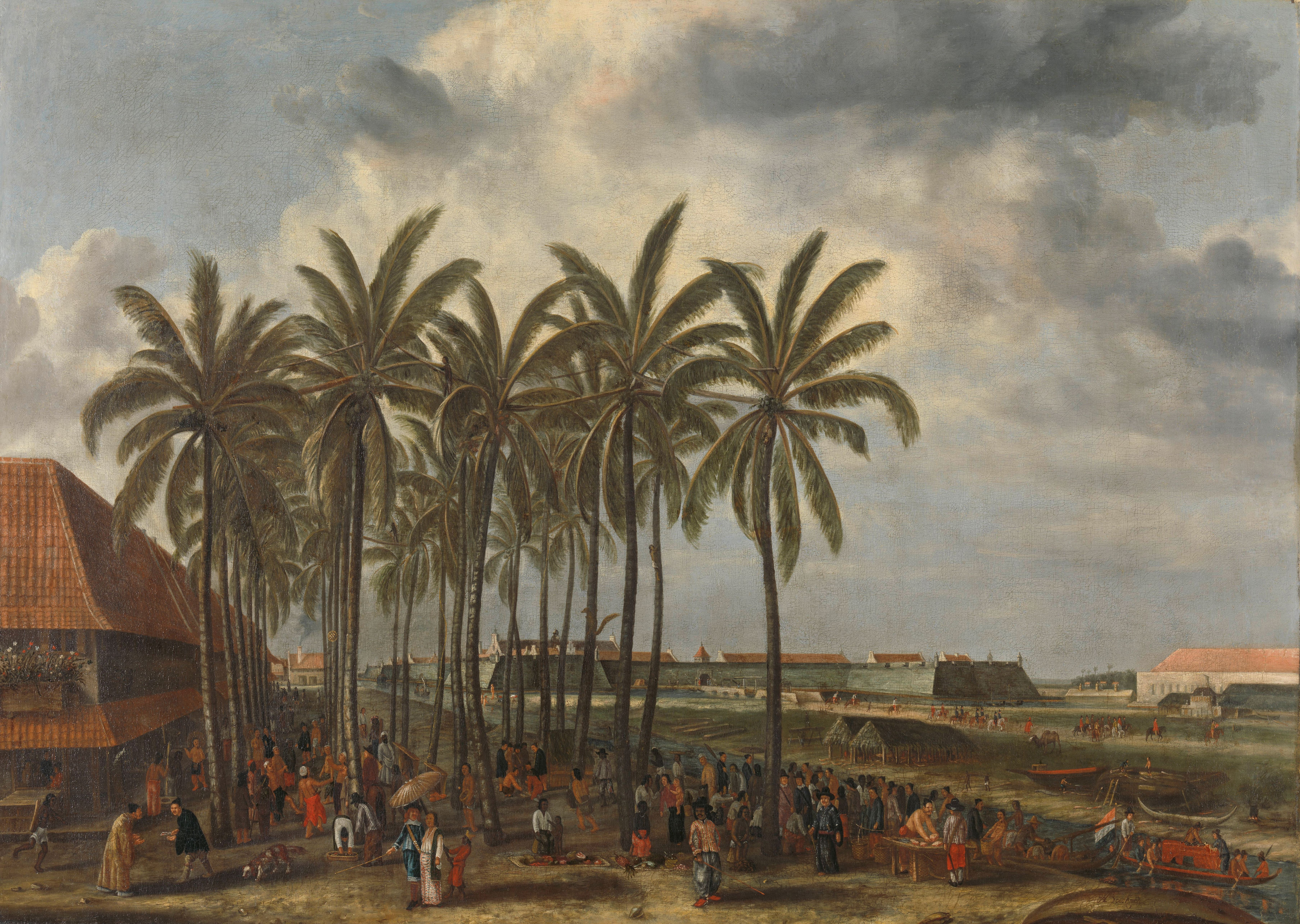
Kasteel van Batavia

 Coen veroverde in 1619 Jakarta en vestigde daar de nieuwe hoofdplaats van de Compagnie in Indië, Batavia. Voortdurend breidde de invloed van de VOC zich uit en in 1640 waren vele handelsposten en nederzettingen van de Portugezen in de Archipel veroverd en overgenomen door de Compagnie. Tegen het eind van de 17e eeuw werd er definitief vrede gesloten met het Sultanaat Bantam en kwamen de omliggende gebieden van Batavia, op zowel de eilanden Java als Sumatra in handen van de VOC. In de 18e eeuw werden meerdere Javaanse koninkrijken onderworpen aan de VOC met behoud van de feodale structuur. Verschillende oorlogen en het in stand houden van de gebieden was uiteindelijk economisch niet houdbaar en aan het eind van de 18e eeuw werd de VOC opgeheven. Hierop kwamen al deze gebieden direct in handen van de Nederlandse staat.
Na de Franse verovering van Nederland en de daaropvolgende gevechten met onder meer Engeland, kwamen de Indische bezittingen kortstondig onder Frans-Nederlands bestuur, vervolgens Engels bestuur om uiteindelijk na het definitieve verlies van Napoleon weer bij Nederland te behoren. Onder toezicht van de gouverneur-generaal, werd het plaatselijke bestuur opgedragen aan residenten en inheemse regenten en verdere ambtenaren. Java werd in drie arrondissementen verdeeld met als hoofdplaatsen Batavia, Semarang en Soerabaja en in drie militaire afdelingen. De 21 residenties en assistent-residenties waren weer in regentschappen verdeeld; de Vorstenlanden (Soerakarta of Solo en Jogjakarta) waren onderworpen aan het Nederlands-Indisch gouvernement, maar werden geregeerd door eigen vorsten. Zowel de vorsten, andere heersers als ook vele lokale bewoners weigerden zich vaak te onderwerpen aan de Nederlandse staat die daarop haar militaire aanwezigheid liet toenemen wat resulteerde in een koloniaal leger.

## Het Nederlands Indische leger

### Samenstelling en grootte

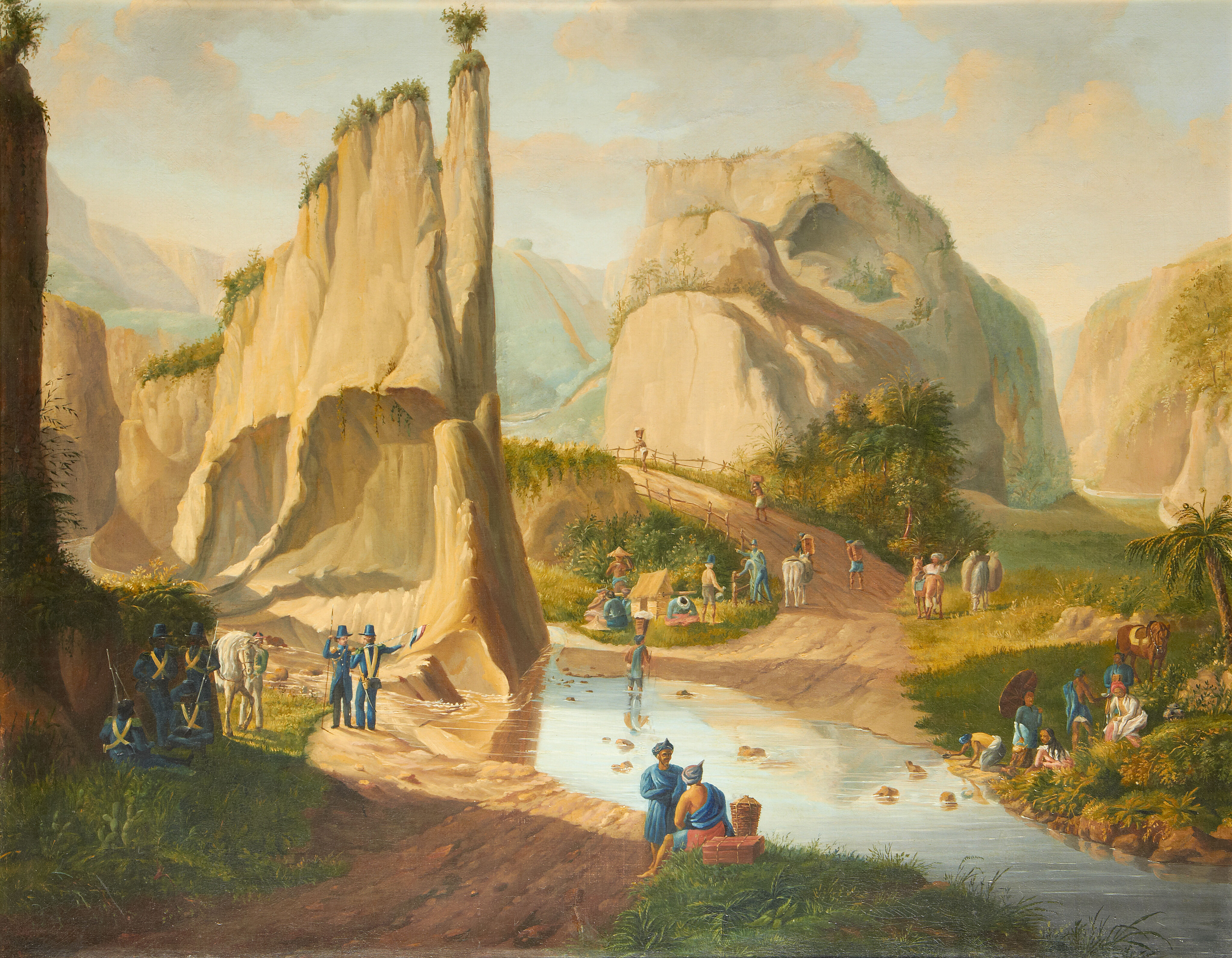
Landschap met KNIL-soldaten (ca. 1860)

Het Nederlands Indisch leger was de koloniale strijdmacht van de Nederlandse staat vanaf het ontstaan van de kolonie Nederlands-Indië in 1814. Alhoewel deze Indische strijdmacht aanvankelijk ook te beschouwen is als onderdeel van het Nederlandse leger, was de afstand tussen Nederland en kolonie dusdanig ver dat alle besluiten lokaal genomen werden. De ontwikkeling tot een zelfstandig leger voltrok zich bij de officiële formatie, vastgesteld bij Besluit van gouverneur-generaal Van den Bosch van 4 december 1830 nummer 1, goedgekeurd bij Koninklijk Besluit van 10 maart 1832 nummer 93 en 94. De formatie van het leger, die ook andere nationaliteiten telde, was gebaseerd op een reorganisatie van de strijdkrachten in Indië na afloop van de Java-oorlog. Het leger telde in 1830 603 Europese officieren, 37 inheemse officieren, 12.905 onderofficieren en minderen, waarvan 5.699 Europeanen en 7.206 inheemsen. Rond 1850 was de sterkte van het Nederlands-Indische leger bepaald op 27.000 man, van wie ongeveer 10.000 Europeaan was. Afrikaanse troepen (Orang Blanda Itam) waren geronseld aan de Afrikaanse west-kust, met name Guinea. Naarmate de contracten verliepen, nam het aantal Afrikaanse soldaten bij het Indische leger af. In de regel waren er per bataljon één of twee Nederlandse compagnieën, één of twee Ambonese dan wel Inlandse en één Afrikaanse compagnie(ën). De inlandse troepen (ter onderscheid van de Ambonese) waren gerekruteerd op Java of de andere eilanden; het leger was daardoor zeer divers, veel soldaten spraken verschillende talen of dialecten en hadden verschillende religies. Het waren hoofdzakelijk moslims, hindoes en christenen). Nederlandse officieren hadden de taak uit deze diversiteit een effectief functionerend militair apparaat te formeren. Intern leidde dat vaak tot discussies, zoals over de positie van inheemse officieren en of het acceptabel was dat zij Europese minderen commandeerden. Pas zeer laat werden alle wapens opengesteld voor alle landaarden; de hogere rangen bleven evenwel overwegend Europees.
Ter illustratie de groei van het Nederlands-Indische leger in de periode 1830-1930:
| Jaar | Aantal | Jaar | Aantal |
| ---- | ------ | ---- | ------ |
| 1830 | 13.545 | 1840 | 19.994 |
| 1871 | 28.096 | 1880 | 31.981 |
| 1882 | 29.817 | 1915 | 35.884 |
| 1922 | 36.577 | 1925 | 33.266 |
| 1926 | 32.500 | 1927 | 36.500 |
| 1929 | 38.318 | 1930 | 36.922 |

Gedurende de negentiende eeuw werd het Indische leger ingezet tegen verschillende onlusten, ongeregeldheden en opstanden en vocht het oorlogen tegen lokale vorstendommen en gebieden. In deze woelige periode ging bijna geen jaar voorbij zonder dat de Nederlandse troepen in het een of ander deel van het eilandrijk moesten optreden, dikwijls in verschillende gebieden tegelijk. Deze koloniale oorlogen hebben vele honderdduizenden oorspronkelijke bewoners en tienduizenden militairen en strijders het leven gekost. Door de jarenlange onophoudelijke expedities werd uiteindelijk Nederlands-Indië onderworpen en kon de uitbuiting van deze gewesten op allerlei manieren ter hand worden genomen, onder meer om de vele oorlogen te kunnen bekostigen. Het leger ontving hiervoor vele blijken van koninklijke waardering, een lange reeks militairen werd gedecoreerd met de Militaire Willems-Orde, ingesteld door koning Willem I, bij de wet van 30 april 1815, talrijke eresabels en eervolle vermeldingen werden uitgereikt. Het ridderkruis der Militaire Willems-Orde werd gehecht aan het vaandel van drie corpsen, namelijk het derde en het zevende bataljon infanterie en het Korps Marechaussee, ook het predicaat Koninklijk werd geschonken aan het leger. Ondanks de veroveringen legden de oorspronkelijke bewoners zich niet neer bij de Nederlandse overheersing waardoor de sterkte van het Nederlands-Indische leger steeds verder moest worden opgevoerd; naarmate de pacificatie in verschillende gewesten voortschreed nam de sterkte van de buiten Java gelegerde troepen af. In de loop van de twintigste eeuw richtte het leger zich ook op het bestrijden van een buitenlandse vijand. Hiertoe werd de dienstplicht voor Europeanen in 1917 ingevoerd en kwam in 1922 en 1925 een nieuwe formatie van het KNIL tot stand. Na bezuiniging van landsuitgaven bedroeg de totale sterkte van het leger in 1925 1.274 officieren en 31.988 onderofficieren en minderen. In 1929 was de toestand, voor wat betreft de werkelijke sterkte, als volgt: 1.136 officieren, 143 onderluitenants, 6.743 Europese onderofficieren en minderen en 30.296 niet-Europese onderofficieren en minderen; de sterkte op Java bedroeg wat betreft de infanterie 323 officieren, 56 onderluitenants, 3.683 Europese onderofficieren en minderen en 15.926 niet-Europese onderofficieren en minderen. Die der buitengewesten 237 officieren, 27 onderluitenants, 763 Europese onderofficieren en minderen en 11.125 niet-Europese onderofficieren en minderen. Een indeling van niet-Europese militairen afkomstig uit de veroverde gebieden gaf het volgende beeld:14.050 Javanen, 8.731 Ambonezen en Menadonezen, 1.199 Soendanezen, 126 Madoerezen, 99 Boeginezen, 78 Atjehers, 272 Maleiers en 1.358 Timorezen.

### Veroveringen door het KNIL in de negentiende eeuw

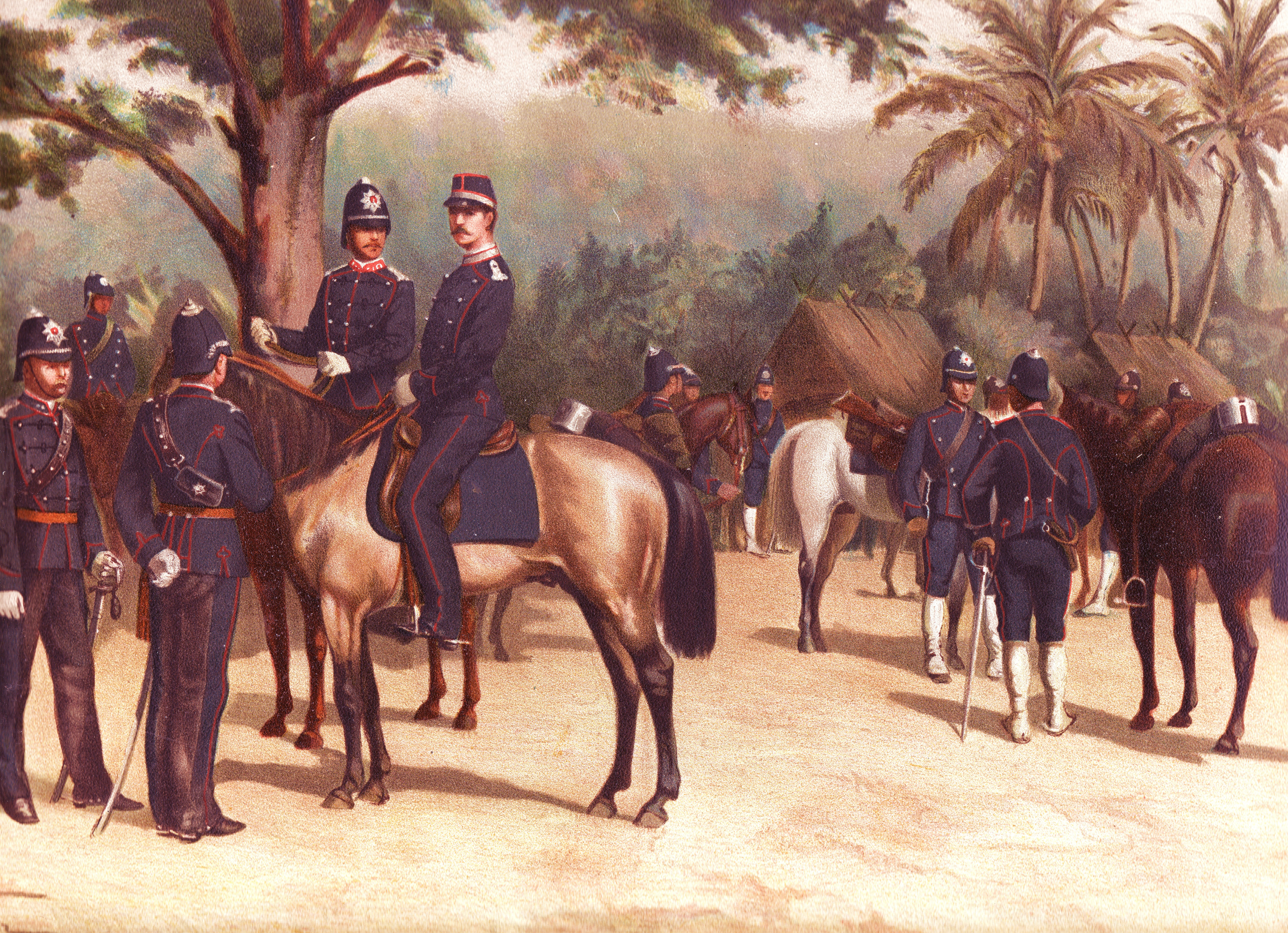
Cavalerie in het Oost-Indisch leger in mars en klein tenue in 1896.

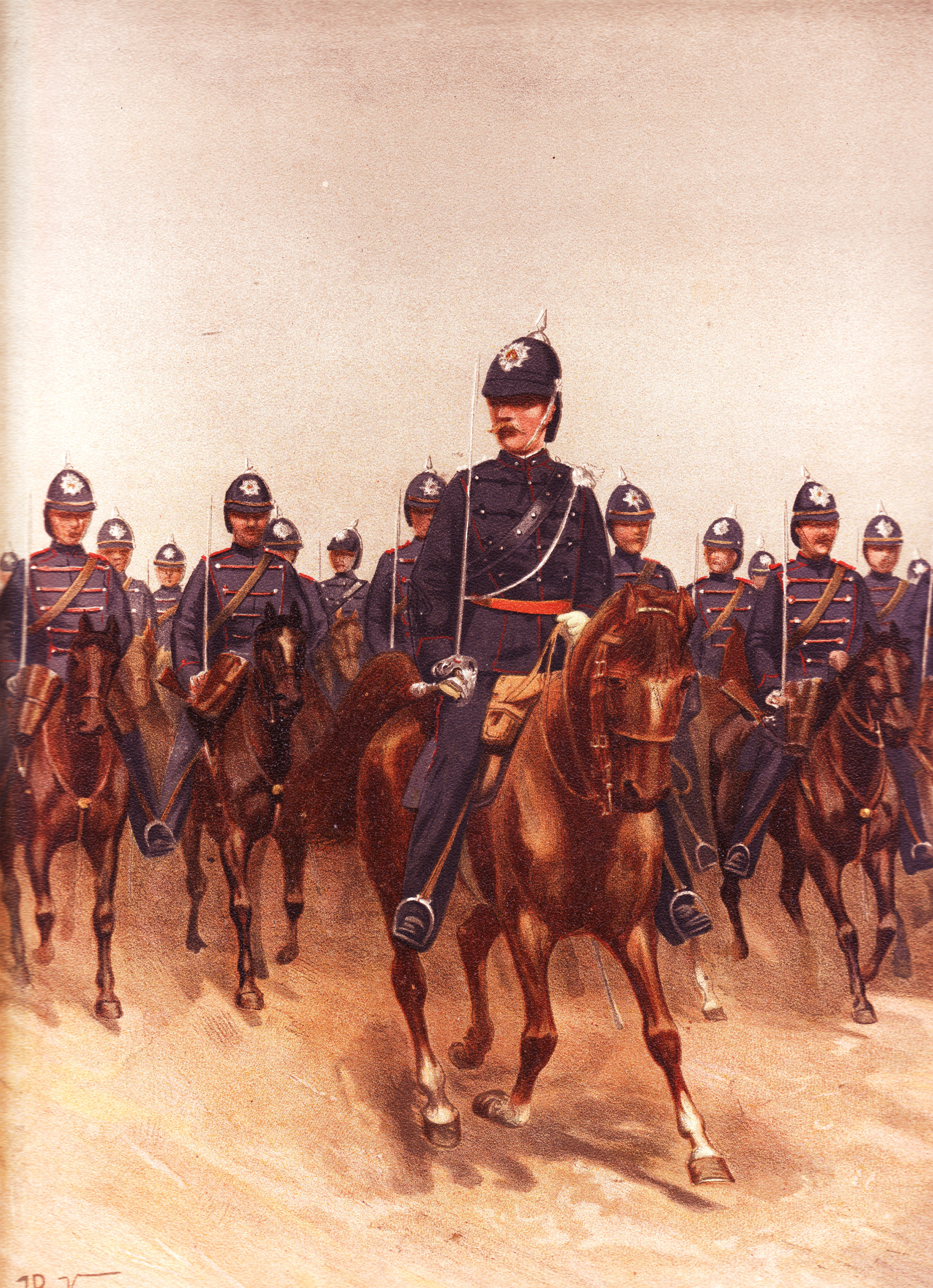
Cavalerie in het Oost-Indisch leger in Groot Tenue in 1896.

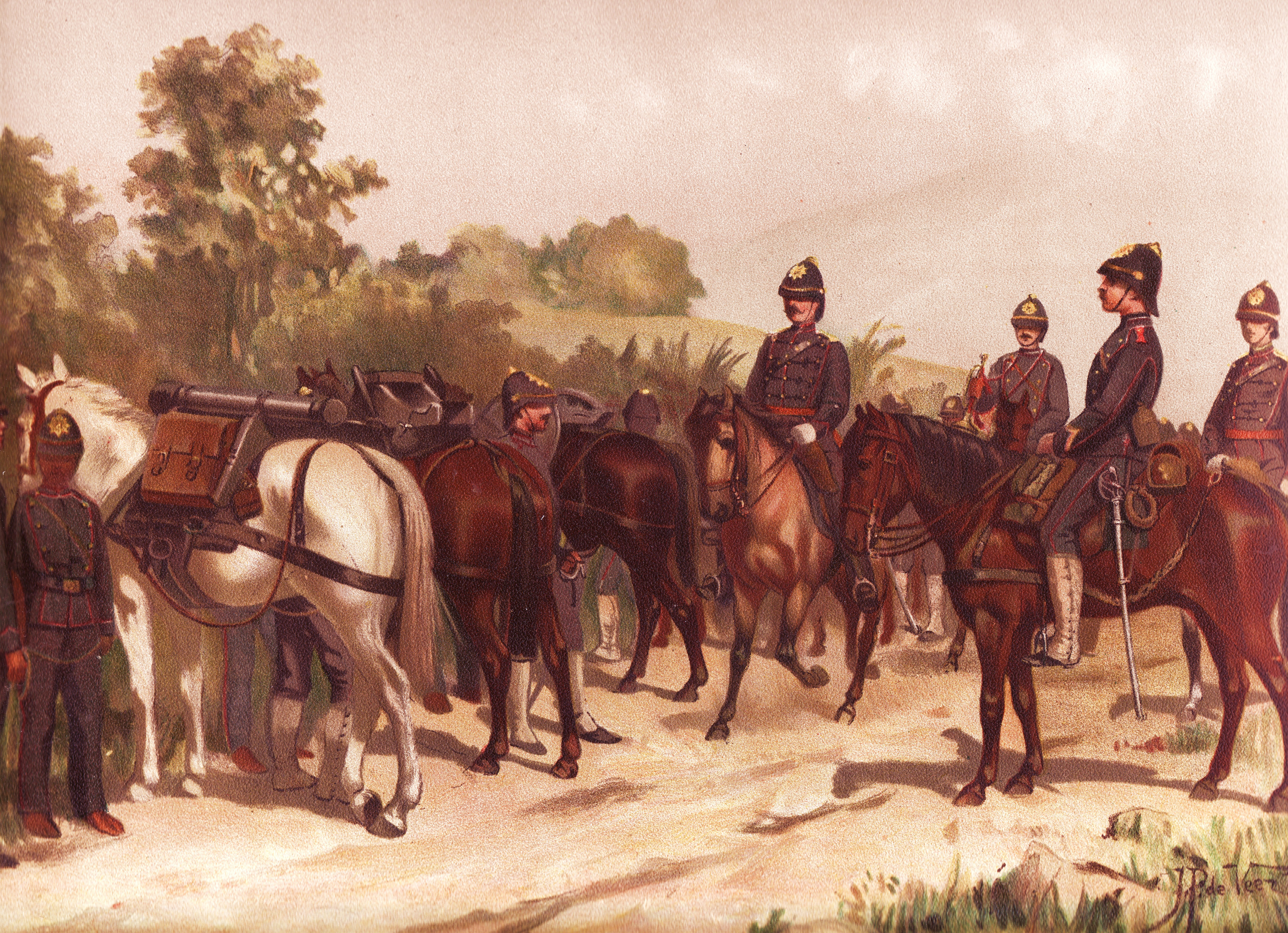
Bergartillerie.

Het Nederlands Indisch Leger voerde op bevel van de Nederlandse staat een hele reeks oorlogen tegen de lokale heersers en bevolking om zo een gebied in handen te krijgen zoals dat nu door de staat Indonesië wordt gevormd. Het resultaat van de oorlogen was dat de bevolking onderworpen werd aan het zogenaamde 'cultuurstelsel', de economische uitbuiting door de Nederlandse staat. De belangrijkste oorlogen waren de Java oorlog (1825-1830) waarbij ongeveer 15.000 KNIL soldaten en 20.000 Javaanse strijders als ook 200.000 burgers omkwamen en de Atjehoorlog (1873-1913) waar vrijwel de gehele bevolking zich tientallen jaren tegen Nederlandse overheersing heeft verzet. Daarnaast voerde het KNIL ook semi-oorlogen en strafexpedities uit om gebieden die zich tegen Nederlandse overheersing verzetten te onderwerpen. Zo duurde het van 1846 tot 1908 voordat het eiland Bali volledig onderworpen was aan Nederlands gezag, waarbij duizenden Balinezen de dood vonden in gevechten als ook door zelfmoord te plegen.
| periode     | deel van Nederlands-Indië                                                                | Leiding | zie ook                                                                           |
| ----------- | ---------------------------------------------------------------------------------------- | --- | --------------------------------------------------------------------------------- |
| 1819 - 1821 | Strafexpedities naar Palembang                                                           | Wolterbeek, eerste expeditie en De Kock, tweede expeditie | Eerste expeditie naar Palembang, Tweede expeditie naar Palembang                  |
| 1820 - 1837 | Paderi-oorlogen                                                                          | Raaff, Elout, Michiels | Eerste Padri-oorlog, Tweede Padri-oorlog, Verovering van Bondjol                  |
| 1823 - 1823 | Expeditie naar de westkust van Borneo                                                    | De Stuers | Expeditie naar de westkust van Borneo                                             |
| 1821 - 1825 | Boni-expedities                                                                          | De Stuers, Van Geen | Eerste Boni-expeditie, Tweede Boni-expeditie                                      |
| 1825 - 1830 | Java-oorlog                                                                              | De Kock | Java-oorlog                                                                       |
| 1831 - 1831 | Expeditie naar de westkust van Sumatra                                                   | Roeps | Expeditie naar de westkust van Sumatra                                            |
| 1841 - 1841 | Opstand aan de westkust van Sumatra (1841)                                               | Michiels | Opstand aan de westkust van Sumatra (1841)                                        |
| 1846 - 1849 | Onderwerping van Bali                                                                    | Van den Bosch, Van der Wijck, Michiels | Eerste expeditie naar Bali, Tweede expeditie naar Bali, Derde expeditie naar Bali |
| 1850 - 1850 | Expeditie naar Bantam                                                                    | De Brauw |                                                                                   |
| 1850 - 1850 | Expeditie naar de westerafdeling van Borneo                                              | Sorg | Expeditie naar de westerafdeling van Borneo                                       |
| 1851 - 1859 | Expedities naar de Palembangse Bovenlanden                                               | De Brauw | Expedities naar de Palembangse Bovenlanden                                        |
| 1854 - 1855 | Expeditie tegen de Chinezen te Montrado                                                  | Andresen | Expeditie tegen de Chinezen te Montrado                                           |
| 1855 - 1864 | Expeditie naar Nias                                                                      | Crena, H.J. Fritzen | Expeditie naar Nias                                                               |
| 1856 - 1856 | Expeditie naar de Lampongse districten                                                   | Waleson |                                                                                   |
| 1850 - 1860 | Diverse kleinere expedities naar Timor, Flores, Siak, Ceram, Djambi                      | |                                                                                   |
| 1858 - 1859 | Boni-expedities                                                                          | E.C.C. Steinmetz, Waleson, Van Swieten | Eerste Boni-expeditie van 1859, Tweede Boni-expeditie van 1859-1860               |
| 1859 - 1863 | Expeditie naar de Zuider- en Oosterafdeling van Borneo                                   | Andresen, Verspijck | Expeditie naar de Zuider- en Oosterafdeling van Borneo                            |
| 1864 - 1868 | Expeditie naar de Pasoemah-landen                                                        | C.H. Koch | Expeditie naar de Pasoemah-landen                                                 |
| 1860 - 1870 | Diverse kleinere expedities, onder meer naar de oost-kust van Sumatra, Nias, Ceram, enz. | |                                                                                   |
| 1870 - 1914 | Atjeh-oorlog                                                                             | Van Swieten, Verspijck, Pel, Wiggers van Kerchem, Diemont, Van der Heijden, Pruijs van der Hoeven, Laging Tobias, Demmeni, Van Teijn, Deykerhoff, Vetter, Van Heutsz, Van Daalen en Swart | Atjeh-oorlog                                                                      |
| 1884 - 1885 | Opstand der Chinezen, geholpen door de Daijakkers te Mandor, Borneo                      | | Opstand der Chinezen in Mandor                                                    |
| 1885 - 1885 | Opstand te Djambi                                                                        | A. van Hengel en anderen | Opstand te Djambi                                                                 |
| 1894 - 1894 | Lombok-expeditie                                                                         | Vetter, Segov | Lombok-expeditie                                                                  |
| 1897 - 1897 | Militaire excursie naar Midden-Lombok                                                    | G.A. Platt | Militaire excursie naar Midden-Lombok                                             |
| 1903 - 1903 | Expeditie naar Korintji, West-Sumatra                                                    | O.J.H. Bruijnis | Expeditie naar Korintji                                                           |

### Het Nederlands-Indische leger in de periode na 1930 tot mei 1940
Volgens de Defensiegrondslagen 1927 was het doel van het leger in Nederlands-Indië (a) handhaving van het Nederlandse gezag in de Archipel tegen onrust of verzet binnen de grenzen, verzekering van rust en orde en (b) de vervulling van de militaire plicht als lid van de volkengemeenschap tegenover andere volkeren. In de praktijk diende het leger vooral als politiemacht om lokale opstanden te onderdrukken. Met name door de bezuinigingen werd de taak, omschreven onder (b), beperkt tot handhaving van een strikte neutraliteit in conflicten tussen andere mogendheden. Bij de vaststelling van de organisatie van het leger werd ervan uitgegaan dat de neutraliteitshandhaving op Java werd vervuld door landmacht met steun van de vloot; in de gewesten buiten Java door de vloot, die daarbij op kwetsbare punten door het leger werd gesteund. Op Java werd het leger ingezet voor met name de verdediging van Soerabaja tegen landingsdivisies van kruiser-eskaders, die in de Archipel konden worden verwacht en de bescherming van de haven van Tandjong Priok. Als bijzonder kwetsbare punten op en nabij Borneo werden de plaatsen van opslag en verwerking van zware stookolie te Tarakan en Balikpapan beschouwd. Een kleine troepenmacht met beperkte middelen zou dan de tijdige vernietiging van die voorraden verzekeren. De taak van het Indische leger was aldus vastgelegd en de organisatie om genoemd programma uit te voeren kon worden opgezet. De inmiddels ingetreden depressie had tot gevolg dat er drastisch op de uitgaven van het land werd bezuinigd, wat de opbouw van het Indische leger nadelig beïnvloedde.

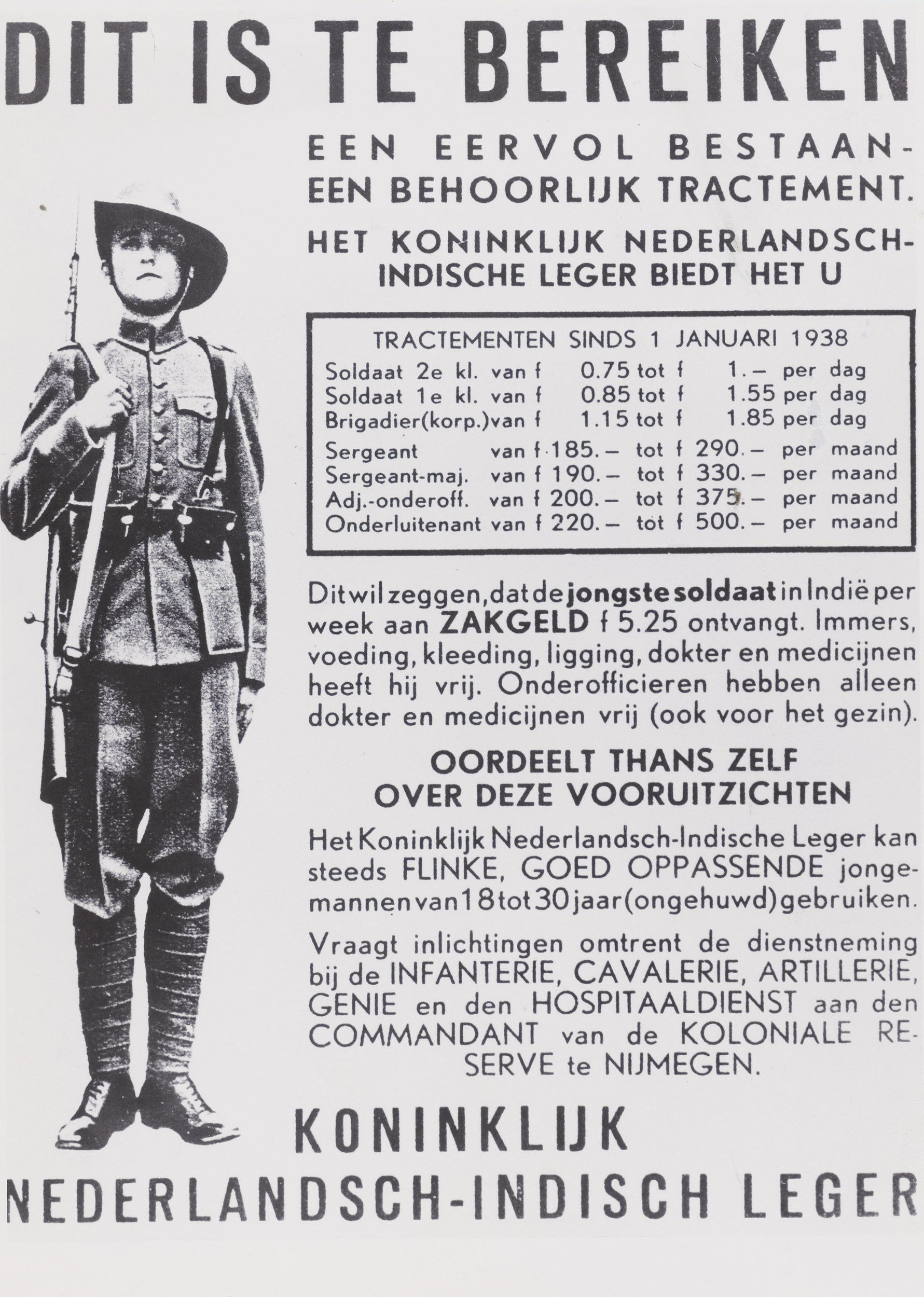
Affiche voor werving voor het KNIL (1938)

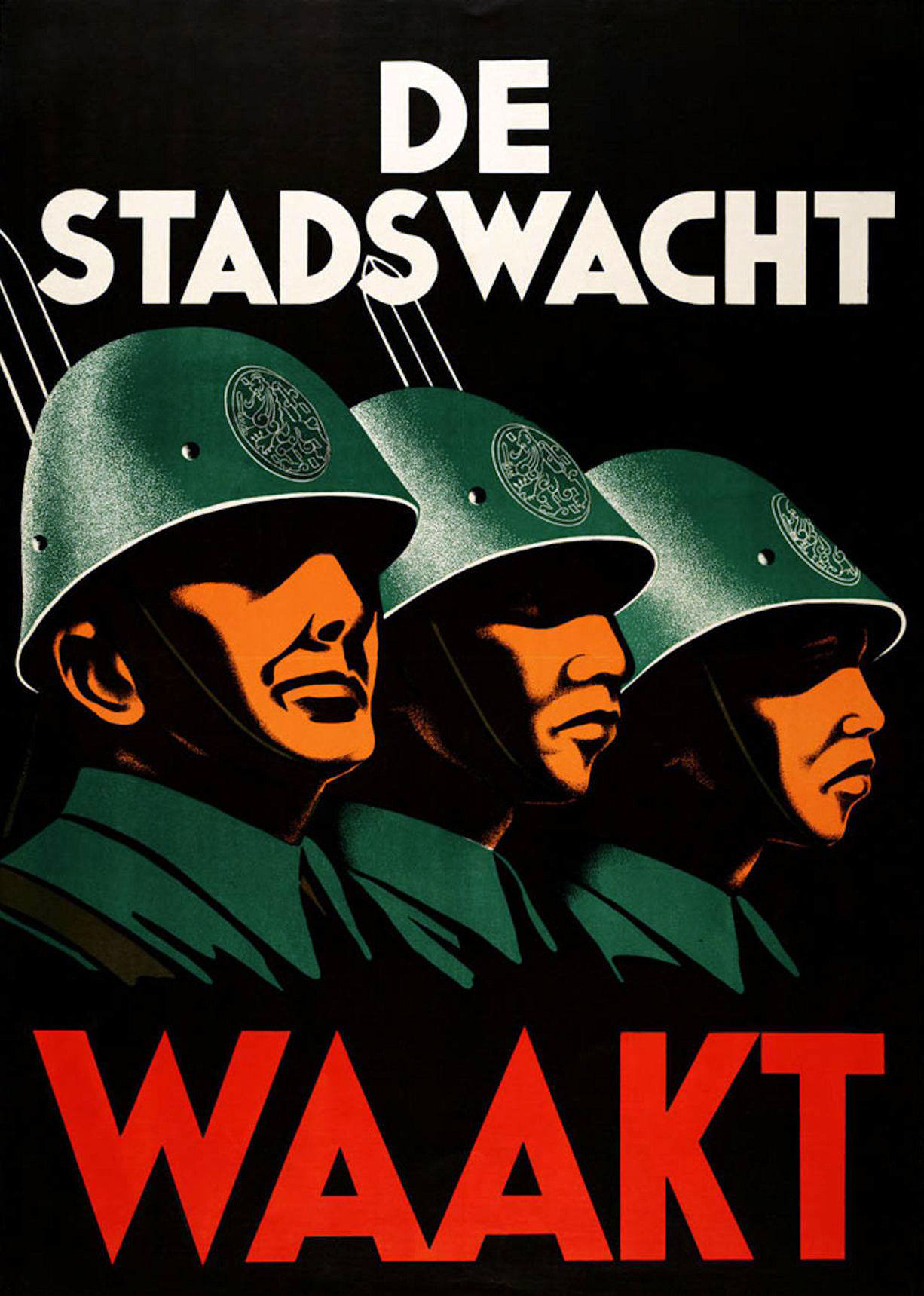
De Stadswacht waakt (1941)

Door aanhoudende dreiging vanuit Japan, onder meer door de boycot van de Nederlandse staat van olie, staal en andere materieel dat Japan importeerde, werd besloten tot de aanleg van geheime vliegvelden ter verdediging van de belangrijke punten Balikpapan en Tarakan en uitbreiding van die punten tot Samarinda en Ambon. De gevechtskracht werd vergroot door de aanschaf van moderne bommenwerpers met een groot actie-radius, en een betere bescherming van enkele gebiedsdelen buiten Java door de uitbreiding met verschillende corpsen en reserve-corpsen van oud-militairen. In deze periode, zoals overal ter wereld, moesten troepen nieuwe wapens leren bedienen in een nieuwe organisatie structuur. Bijvoorbeeld tirailleur-compagnieën veranderden in mitrailleur compagnieën. Voortdurend moest personeel in opleiding of in heropleiding worden genomen voor de nieuwe wapens (zoals pantserafweer, luchtafweer en vechtwapens). Ook het materieelprobleem bracht grote moeilijkheden met zich mee. De politieke spanningen namen meer en meer toe, de verschillende landen waren sterk aan het bewapenen en het aantal wapenleveranciers was beperkt. Het oplossen van de personele en materiële vraagstukken ging aldus met zeer grote moeilijkheden gepaard.. In mei 1940 bedroeg de legersterkte: beroepsmilitairen: 1.345 officieren en 37.583 onderofficieren en manschappen, 1.783 reserveofficieren, 13.263 militieplichtigen (onderofficieren en manschappen), 17.596 landstormplichtigen (onderofficieren en manschappen), inheemse corpsen: 74 officieren en 4.501 onderofficieren en manschappen; in totaal dus 3.202 officieren en 72.943 onderofficieren en manschappen.

## Het KNIL tijdens de Tweede Wereldoorlog

### Oorlogsvoorbereiding na de val van Nederland

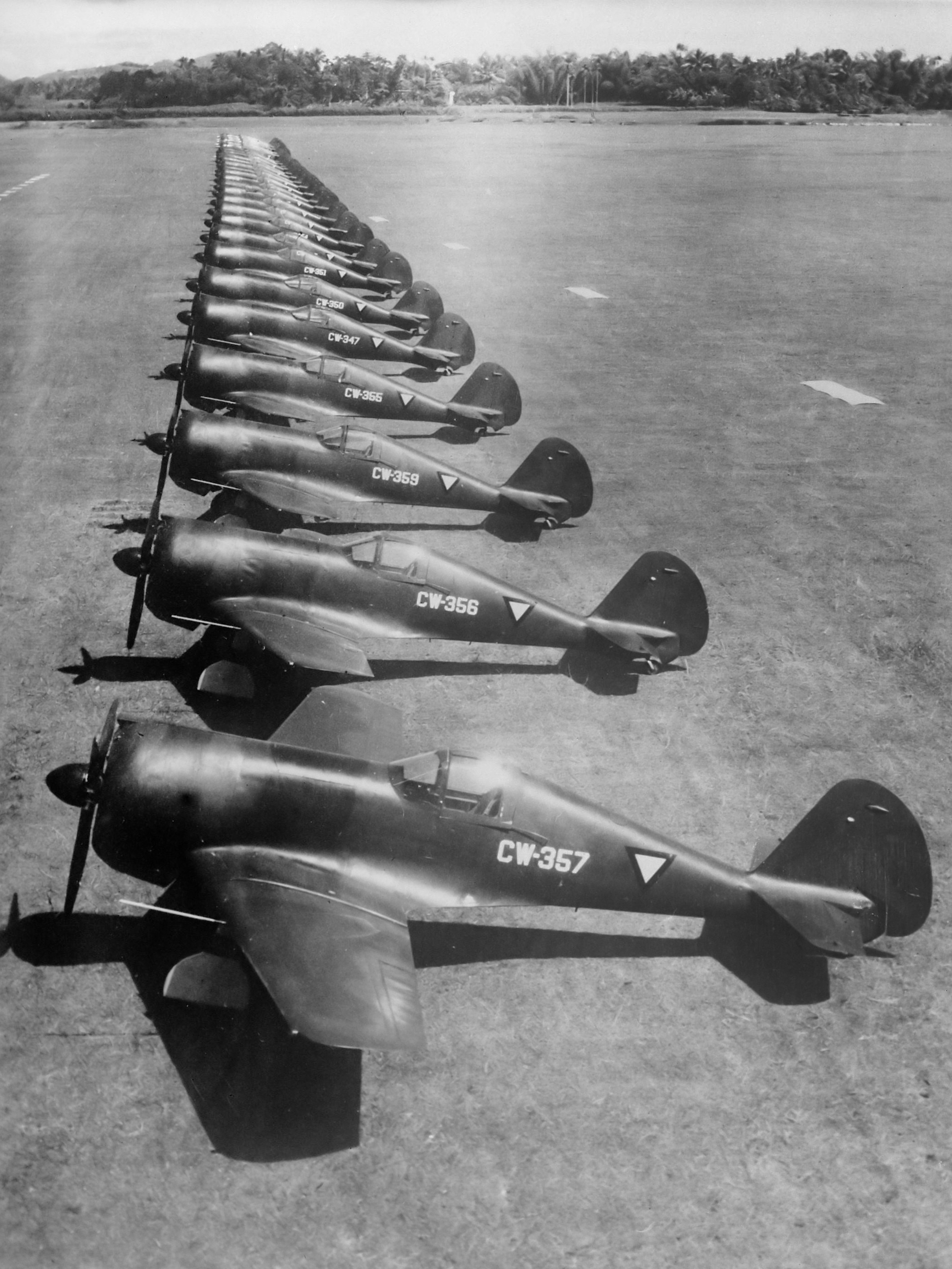
Curtiss CW-21B (1941)

De moeilijkheden, die in Nederlands-Indië bij de materieelvoorziening werden ondervonden, namen belangrijk toe nadat de Duitsers in 1939 Polen waren binnengevallen. Europa viel hierdoor als wapenleverancier uit, zodat het Indische leger in hoofdzaak verder op leveranties uit de Verenigde Staten was aangewezen. Na de capitulatie van Nederland werden daarnaast de moeilijkheden op personeelsgebied nog groter. Er werd zelfs een beroep gedaan op het spontaan door de burgerij gevormde Comité voor Stads- en Landwachten. Om op korte termijn aan de nodige chauffeurs te komen, werd een Vrijwillig Automobiel Korps (Vaubek) opgericht, waarbij Indische burgerchauffeurs zich verbonden om bij de mobilisatie te dienen en daartoe in vredestijd een aantal dagen voor oefening opkwamen. De mobilisatie van het leger, die werd gelast nadat de Indische regering op 8 december 1941 het besluit had genomen om Japan de oorlog te verklaren, verliep redelijk vlot. Op de verschillende plaatsen in de buitengewesten, zoals Tarakan, Balikpapan, Ambon en Menado was het leger al sinds maanden op oorlogsvoet, zodat de aldaar gelegerde detachementen slechts behoefden te worden aangevuld met de onder de wapens geroepen dienstplichtigen.

### Verloop van de strijd in Nederlands-Indië
Door de verrassingsaanvallen op Pearl Harbor en Manilla had Japan een voorsprong in de strijd in zuid-oost Azië gekregen. Na de val van Singapore was duidelijk dat Nederlands-Indië niet lang buiten de oorlog zou blijven. Met name de Indische aardolie die Japan door de ingevoerde boycot ontzegd werd vormde een onmisbaar doel van het Japanse oorlogsplan. De Nederlandse strijdkrachten in de kolonie werden onderdeel van de geallieerde strijdkrachten in Oost-Azië, ABDACOM geheten. Gedurende de eerste maand van de oorlog vonden er geen operaties van betekenis in Nederlands-Indië plaats; wel werden enkele plaatsen aan luchtbombardementen onderworpen. Zo kreeg op 19 december 1941 de stad Pontianak het zwaar te verduren. Japan wist zich van een beslissend luchtoverwicht te verzekeren, zodat de landingen in Brits Borneo ongestoord plaats konden vinden. Na doorschrijding van dit gebied rukten Japanse troepen midden januari 1942 West-Borneo binnen. De strijdkrachten in dit gebied waren niet bij machte de opmars van Japan te stuiten; ook de door de Nederlandse troepen ingezette guerrilla-actie had, voornamelijk door de geringe medewerking die van de bevolking ondervonden werd, weinig succes. Het olie-eiland Tarakan werd sterk verdedigd, onder leiding van luitenant-kolonel De Waal wist men de opmars van Japan zo lang te vertragen dat de belangrijkste oliebronnen op het eiland vernietigd konden worden. Achtereenvolgens wist de vijand zich van Celebes, Ambon, Timor en Bali meester te maken. Het sluiten van de ring om Java werd voltooid door de val van Singapore op 15 februari 1942, waarna kort daarop de bezetting van Zuid-Sumatra volgde. Generaal Wavell zag zich na de val van Singapore genoodzaakt zijn commando naar Birma te verplaatsen, zodat bij de verdediging van Java niet meer op steun van de geallieerde troepen kon worden gerekend.

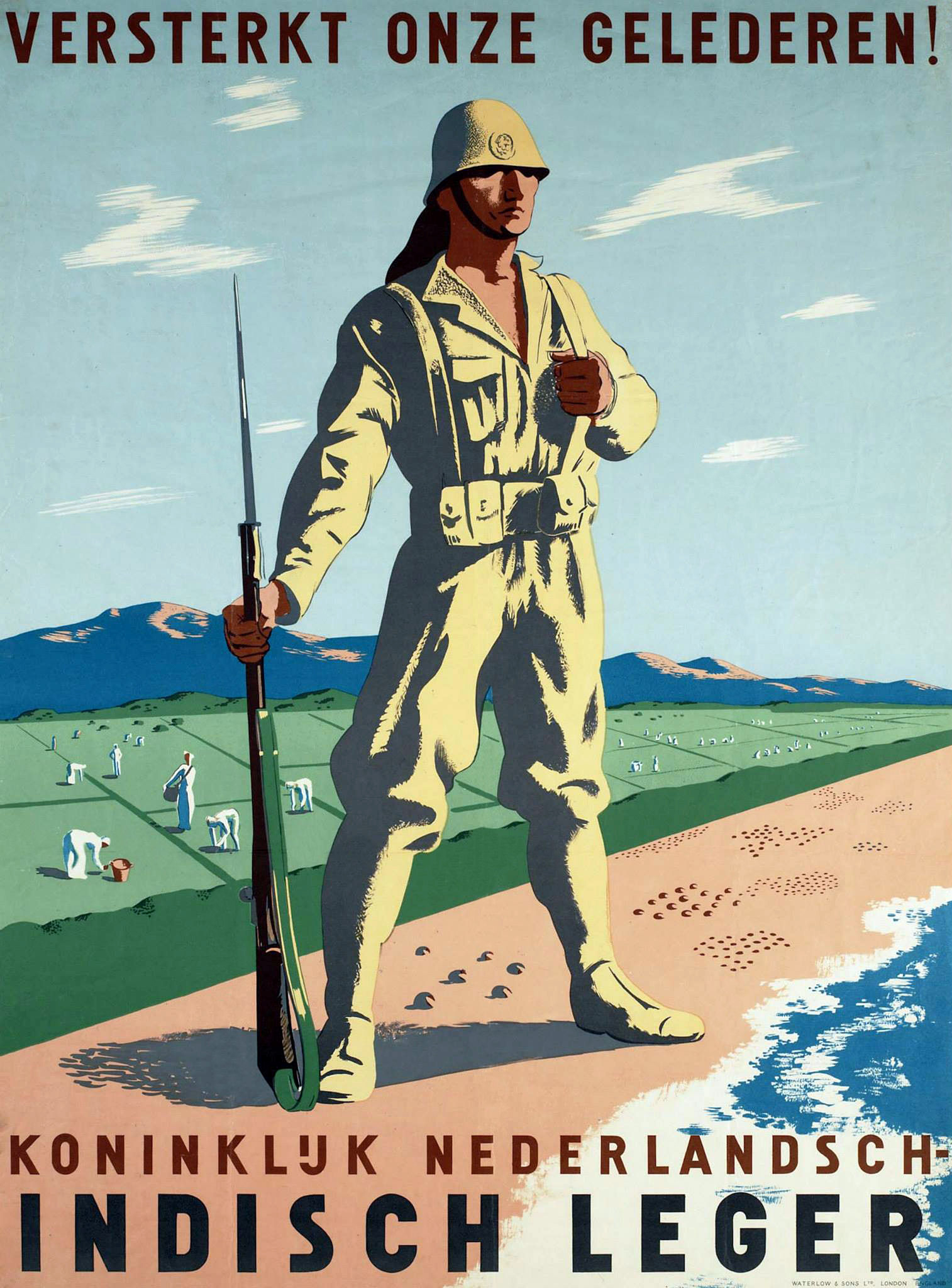
Koninklijk Nederlandsch Indisch Leger - Versterkt onze gelederen! (1944)

In verband met deze omstandigheid besloot legercommandant Ter Poorten om de hem ter beschikking staande troepen, namelijk vier regimenten infanterie met hulpwapens, zo veel mogelijk te concentreren op West-Java, waar de regeringszetel was gevestigd en waar de voornaamste magazijnen van het leger zich bevonden. Ten behoeve van de verdediging van de vlootbasis Soerabaja, gelegen in Oost-Java, diende echter een regiment infanterie te worden achtergelaten. Na de complete uitschakeling van de Koninklijke Marine in de nacht van 27 op 28 februari 1942 in de Javazee, had de vijand bij de landing op Java, die op drie ver uit elkaar gelegen plaatsen in de nacht van 28 februari op 1 maart 1942 werd uitgevoerd, volkomen vrij spel. Een luchtmacht, om deze landingen te bestrijden, was niet meer ter beschikking; deze was ten gevolge van de op Malakka en in de buitengewesten gevoerde strijd dusdanig verzwakt, dat zij bij de acties op Java geen rol van betekenis meer kon spelen. Haar vaandel werd naderhand met de Militaire Willems-Orde gedecoreerd. Japan, ter sterkte van ongeveer acht divisies, begon direct na de geslaagde landing met een opmars en wist zich van een van de belangrijkste vliegvelden meester te maken. Pogingen van de Nederlanders om dit vliegveld te heroveren mislukten, waardoor feitelijk het lot van West-Java bezegeld was. Ook op Midden-Java en Oost-Java hadden de Nederlanders een echec geleden; de troepen waren ten gevolge van de vele verplaatsingen en het gemis aan behoorlijke nachtrust volkomen uitgeput, zodat op 8 maart 1942 tot capitulatie moest worden besloten. De strijd werd echter op Sumatra, onder leiding van generaal-majoor Roelof Overakker, tot 28 maart 1942 voortgezet, waarna ook daar tot overgave moest worden overgegaan. Deze datum is ook het tijdstip waarop aan het bieden van georganiseerde weerstand een einde kwam; in enkele gebieden in de archipel, namelijk Noord-Celebes, Timor en Nieuw-Guinea werd de strijd als guerrilla nog enige tijd voortgezet. Door optimaal gebruik te maken van moderne strijdmiddelen wisten de Japanners ondanks een numerieke minderheid Nederlands-Indië eenvoudig te veroveren. Het Japanse leger telde met 671 gesneuvelden slechts een gering aantal slachtoffers. Aan Nederlandse zijde vielen 2382 doden en werd bijna 60.000 man krijgsgevangen gemaakt.

### Het Nederlandsch-Indisch Leger na de Japanse bezetting
Vele krijgsgevangenen werden opgesloten in werkkampen in Nederlands-Indië en ver daarbuiten in door Japan veroverde gebieden en in Japan zelf. In totaal ging het om 37.000 KNIL-soldaten en 3800 militairen van de Koninklijke Marine. Omstandigheden in de kampen waren zeer slecht en bijna 20% van de krijgsgevangenen is daar om het leven gekomen. Veel inheemse KNIL-soldaten werden spoedig vrijgelaten door de Japanners, met uitzondering van diegene welke trouw bleven aan Nederland zoals de Molukse soldaten. Vele andere inheemse KNIL-leden namen juist deel aan het Indonesische hulpleger, dat eind 1942 werd opgericht om het Japanse leger te ondersteunen, in de zogeheten Heiho-eenheden. Tijdens het verdere verloop van de Tweede Wereldoorlog zijn er geen grote gevechtshandelingen meer geweest op het gebied van Nederlands-Indië. Slechts enkele onderdelen van het Nederlands-Indische leger, voornamelijk kleine detachementen die waren gelegerd in het oostelijke gedeelte van de Indische archipel, wisten zich aan de greep van de Japanse overweldigers te onttrekken en naar Australië uit te wijken. Hierbij voegden zich eind 1942 de guerrillastrijders van het Indische leger, die onder commando van luitenant-kolonel N.L.W. van Straten, in samenwerking met de restanten van een Australisch bataljon, in Portugees-Timor hadden geageerd. In de loop der jaren werden de in Australië aanwezige troepen uitgebreid met kleine groepen van de op Nieuw-Guinea, de Bismarck-archipel en andere eilanden in de Pacific bevrijde Nederlands-Indische gevangenen, met uit Nederland en Suriname uitgezonden oorlogsvrijwilligers, O.W.V.'ers en met personeel van de Prinses Irene Brigade.
Omstreeks 1944 werd in Australië in het Victory Camp NIW het eerste nieuwe bataljon KNIL opgericht. Hiermee was de eerste grote eenheid van het nieuwe Nederlands-Indische leger gevormd, bestaande uit de eerste rechterhelft, waaruit later het technisch bataljon werd gevormd, en de linkerhelft (het strijdend gedeelte), dat op 15 november 1944 werd hernoemd tot eerste bataljon infanterie en na de Jungle Warfare School te hebben doorlopen, in de strijd werd gebracht. Onderdelen van dit bataljon namen deel aan de landing op Biak (9 januari 1945), de landing op Tarakan (1 mei 1945) en de landing nabij Balikpapan (1 juli 1945). Op 4 oktober 1945 kwam dit bataljon te Batavia aan en werd in samenwerking met het op 4 oktober 1945 gevormde IIde bataljon (voornamelijk bestaande uit de te Balikpapan bevrijde krijgsgevangenen) bestemd om de omgeving van Batavia onder Nederlandse controle te brengen. Ook uit de uit Singapore en Thailand bevrijde krijgsgevangenen werden gedurende de laatste maanden van 1945 en het eerste half jaar van 1946 bataljons infanterie, batterijen artillerie en genie-compagnieën gevormd. In samenwerking met de uit Nederland gezonden O.V.W.-bataljons hadden deze het doel het Nederlandse gezag weer te handhaven, zowel in een groot deel van Java als in de omgeving van de belangrijkste havenplaatsen in de Buitengewesten.

## Het KNIL tijdens de Indonesische onafhankelijkheidsoorlog
Met de capitulatie van Japan op 15 augustus 1945 ontstond er een machtsvacuüm in Nederlands-Indië. Tijdens de Japanse bezetting had het Indonesische nationalisme een sterke impuls gekregen, onder meer door het oprichten van nationalistische milities. Op 17 augustus riepen Soekarno en Mohammed Hatta als eerste voormalige kolonie in Azië de onafhankelijkheid uit. KNIL-militairen waren als krijgsgevangenen verspreid over heel Zuidoost-Azië en Japan, velen waren ziek en verzwakt. In de loop van 1946 werden veel KNIL-militairen weer ingezet voor de komende strijd tegen het Indonesische republikeinse leger. De Nederlandse troepenopbouw ging door tot Juli 1947 en bestond aanvankelijk uit Nederlandse oorlogsvrijwilligers die na de bevrijding van Nederland zich hadden gemeld om tegen Japan te vechten en later ook dienstplichtige militairen, in totaal 75.000 man sterk. Het KNIL voegde daar uiteindelijk 45.000 militairen aan toe. De oorlog werd gekenmerkt door een zeer ongelijke strijd van zwaarbewapende Nederlanders, tegen slecht uitgeruste en slecht geleide Indonesiërs. Het dodental aan Nederlandse zijde bedroeg 4.500 en aan Indonesische kant 30.000 militairen. Door de Nederlandse inzet van luchtbombardementen en artillerie beschietingen, als ook het vernietigen van leefgemeenschappen kwamen zo'n 70.000 Indonesische burgers om het leven. Het optreden van het Nederlands leger is gekenmerkt als extreem gewelddadig. Het KNIL Korps Speciale Troepen onder commandant Westerling is berucht vanwege de vele executies en moorden op Zuid-Celebes waarbij volgens Indonesische zijde 40.000 burgers zijn vermoord. KNIL-eenheid Gadja Merah (Rode Olifant, een eenheid van voormalige krijgsgevangenen die aan de Birmaspoorweg hadden gewerkt) heeft zich schuldig gemaakt aan standrechtelijke executies en martelingen tijdens de oorlog in Bali. Door deze oorlog kreeg Nederland kritiek van de Verenigde Naties en later ook van de Verenigde Staten. De VS dreigden de economische hulp, die Nederland kreeg voor de wederopbouw en het omhoog brengen van de welvaart, in te trekken. Hierdoor gedwongen ging Nederland in 1949 na langdurig onderhandelen over tot erkenning van de Republiek Indonesië en dus de onafhankelijkheid van Indonesië.
Het Koninklijk Nederlandsch-Indisch Leger hield in juli 1950 op te bestaan overeenkomstig de afspraken die met Indonesië waren gemaakt op de Rondetafelconferentie in Den Haag. Officieren, kader en manschappen gingen over naar de Koninklijke Landmacht, of naar het leger van de Republiek Indonesië of werden naar Nederland gezonden. De tradities van het KNIL zouden voortleven in het Regiment van Heutsz.
Bij de ontbinding bestond het KNIL uit Nederlanders, Indische Nederlanders, Zuid-Molukkers, Indo-Afrikanen, Toegoenezen, Surinamers, Antillianen en Armenen.

## Na de ontbinding van het KNIL

### Molukse KNIL-militairen
De traditie was dat lokale militairen van het KNIL bij ontbinden van hun aanstelling naar het gebied van afkomst konden terugkeren. Dit stond de Indonesische regering voor Molukkers echter niet toe, omdat op Ambon de Republiek der Zuid-Molukken was uitgeroepen. Omdat de Nederlandse regering onder grote druk stond van de Verenigde Naties om het KNIL te ontbinden, werd besloten om de circa 4.000 Molukse KNIL-soldaten die naar de Molukken wensten te worden gerepatrieerd op te laten gaan in het reguliere Nederlandse leger. Ze kregen vervolgens het dienstbevel zich met hun circa 8500 familieleden naar Nederland te laten verschepen. Daar aangekomen werden ze uit de militaire dienst ontslagen. Deze oud KNIL-soldaten en hun families werden tijdelijk opgevangen in barakkenkampen met het idee dat zij over een tijd naar de Molukken konden terugkeren. Dit is echter nooit gebeurd. Voor de soldatenfamilies werden uiteindelijk verspreid over Nederland speciale woonwijken gebouwd. De voormalige militairen en hun nazaten hebben zich decennialang met vreedzame en gewelddadige middelen ingezet voor een terugkeer naar de Molukken. Ze poogden de Nederlandse overheid te dwingen zich zonder voorbehoud in te zetten voor een onafhankelijke republiek in de Molukken.

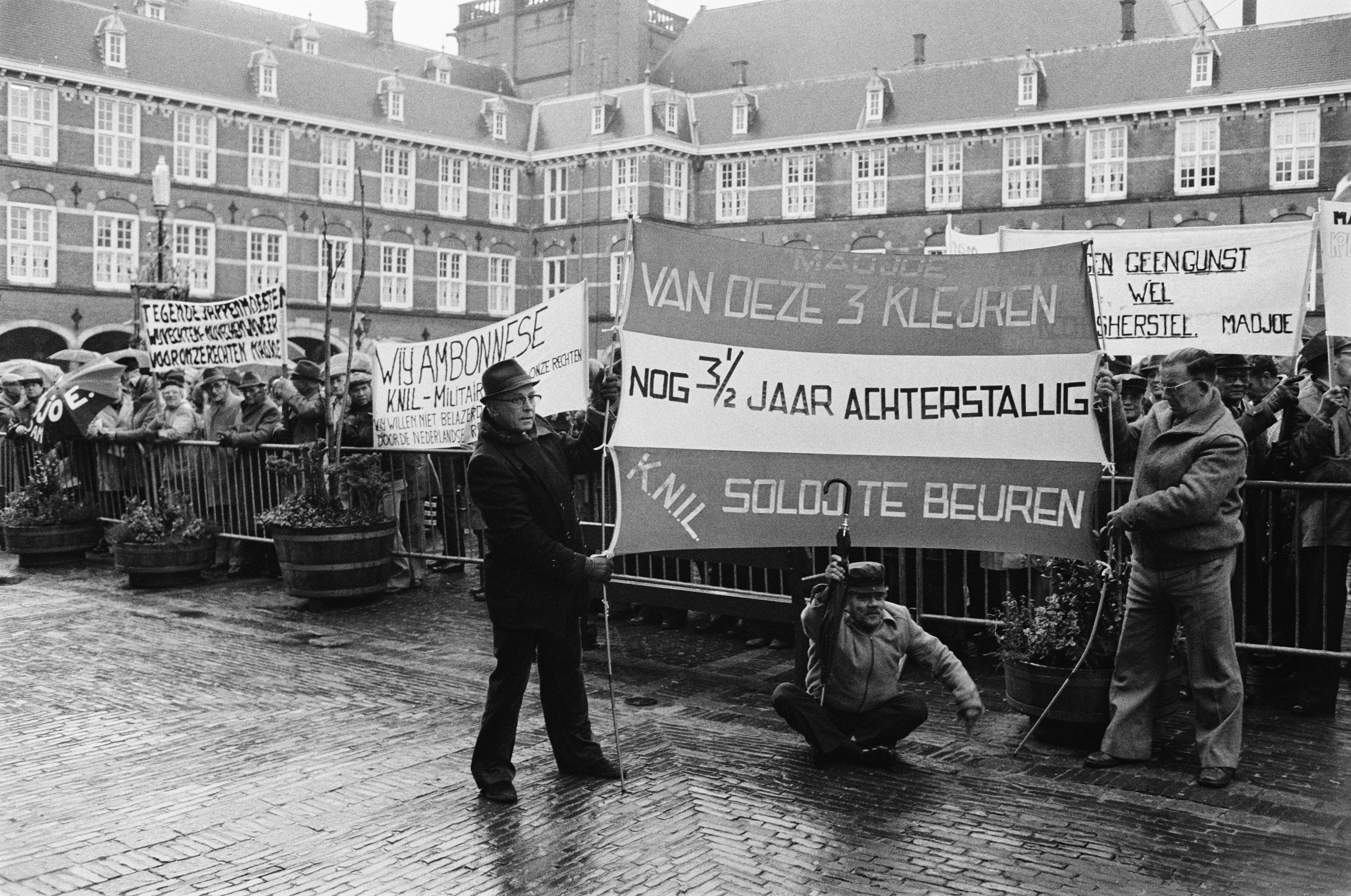
Demonstratie in 1979 op het Binnenhof van oud-KNIL-militairen voor uitbetaling van de soldij.

### Rechtsherstel KNIL-militairen
Militairen die krijgsgevangen worden genomen krijgen normaal hun salaris doorbetaald of achteraf met terugwerkende kracht uitbetaald. Na de oorlog bleek dat Nederlands marinepersoneel wel, maar KNIL-militairen geen salaris kregen uitbetaald over de jaren dat ze in krijgsgevangenschap hadden gezeten. KNIL-militairen werden betaald door de toenmalige Nederlands-Indische regering, marinepersoneel werd direct door Nederland betaald. De Nederlandse regering erkent dat ze wel recht hebben op achterstallige soldij, maar dat met de creatie van de republiek Indonesië deze alle plichten van de oude Nederlands-Indische regering heeft overgenomen. Dit zou betekenen dat Indonesië al deze oud-KNIL-militairen hun achterstallige soldij zou moeten betalen, hetgeen Indonesië echter niet doet. Oud-KNIL-militairen stellen dat Nederland moet betalen, omdat zij toen voor Nederland en niet voor Indonesië vochten, ze vochten direct na de oorlog zelfs tegen de nieuwe republiek Indonesië. Oud-KNIL-militairen bleven, ook na een door de Nederlandse overheid in 2001 gemaakt 'gebaar' vechten voor erkenning en uitbetaling van hun achterstallige soldij.

## Onderdelen van het KNIL (vanaf 1830)

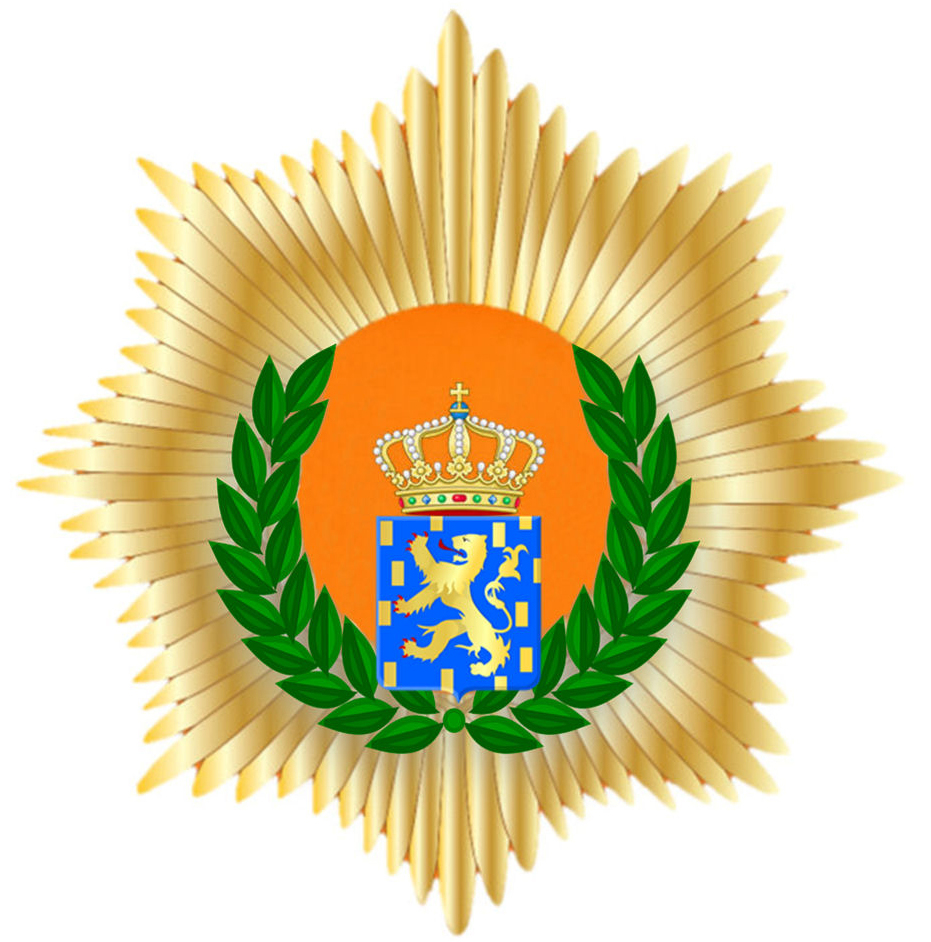
Korps Koloniale Reserve

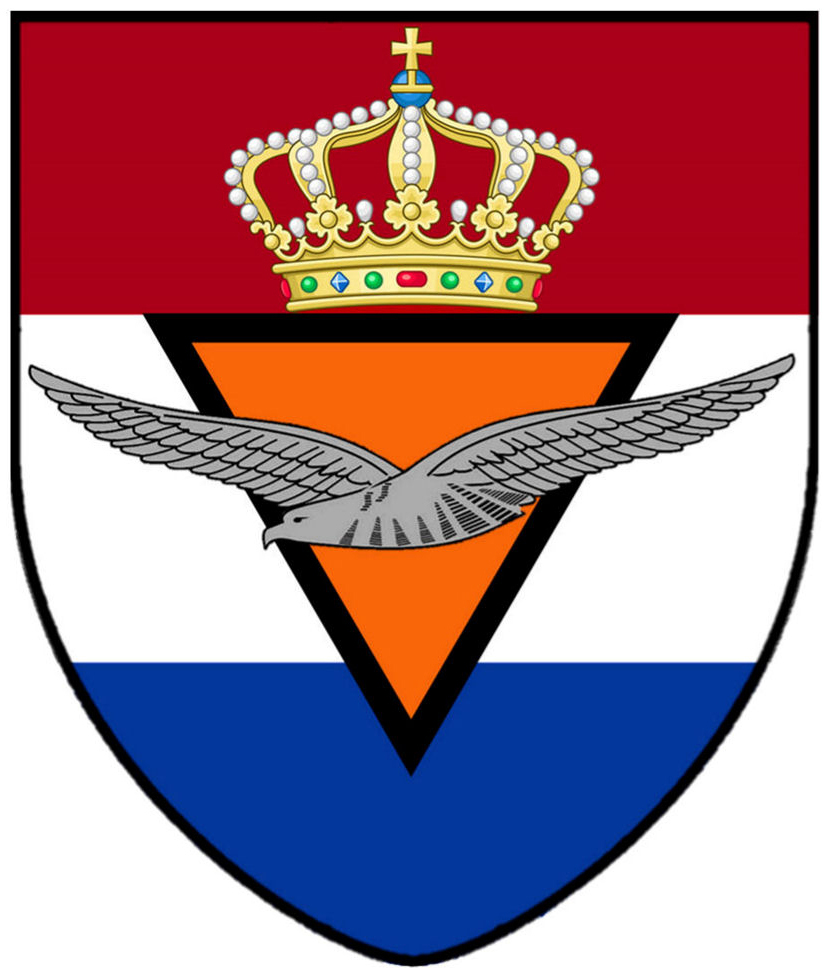
Wapenschild Militaire Luchtvaart van het Koninklijk Nederlandsch-Indisch Leger

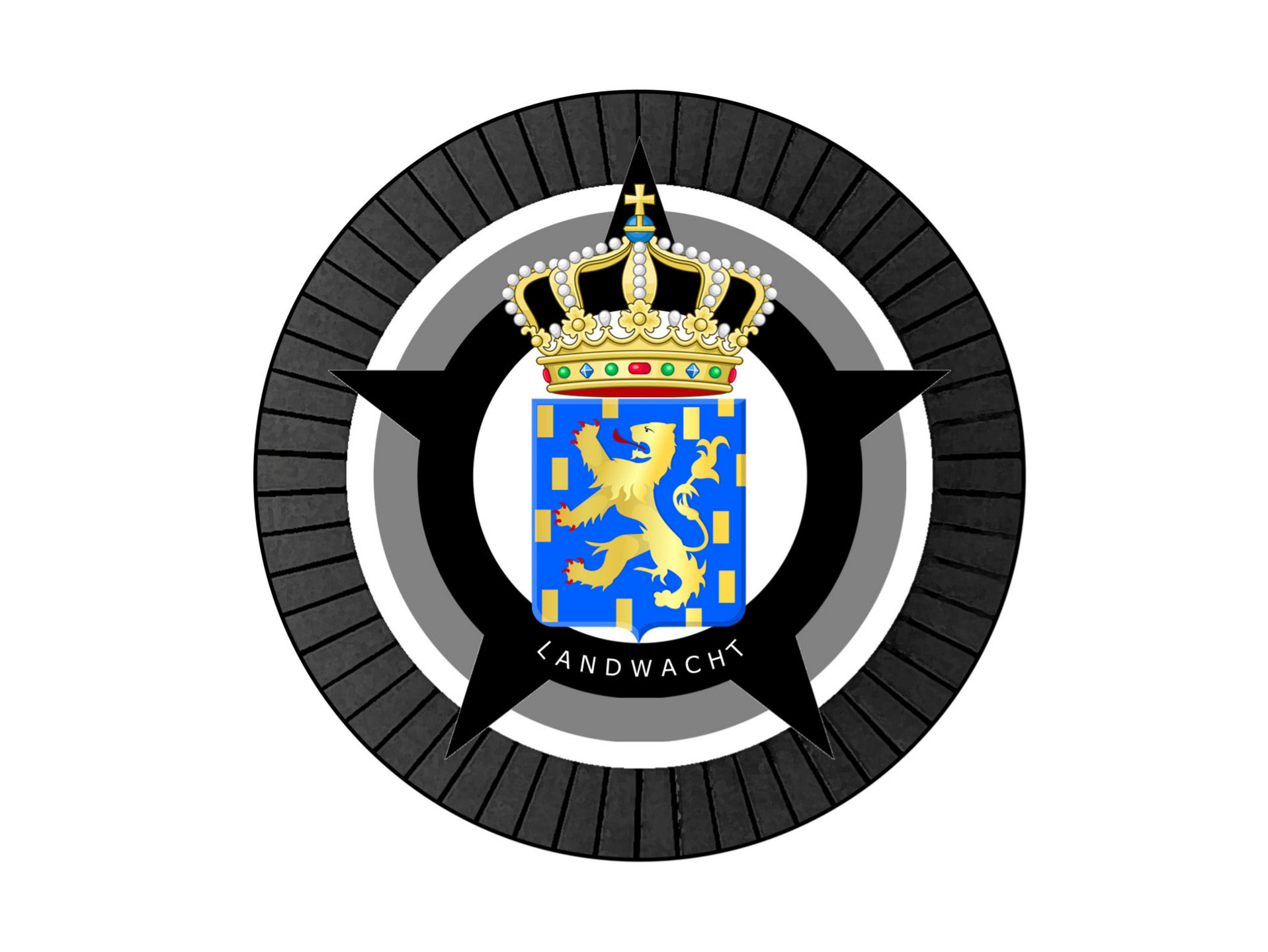
Stadswacht/Landwacht

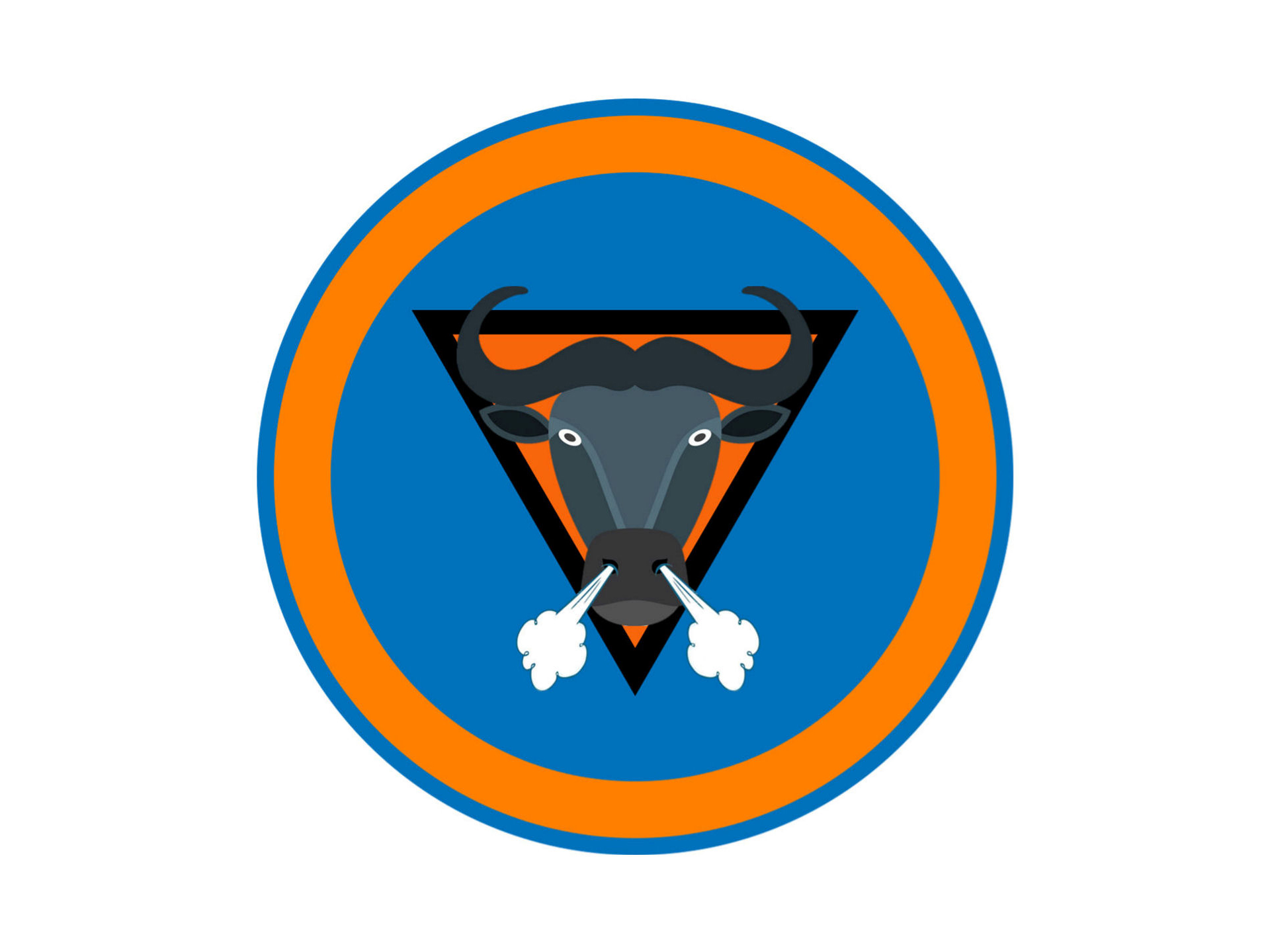
No. 120 (Netherlands East Indies) Squadron RAAF ML-KNIL Badge 1943-1946

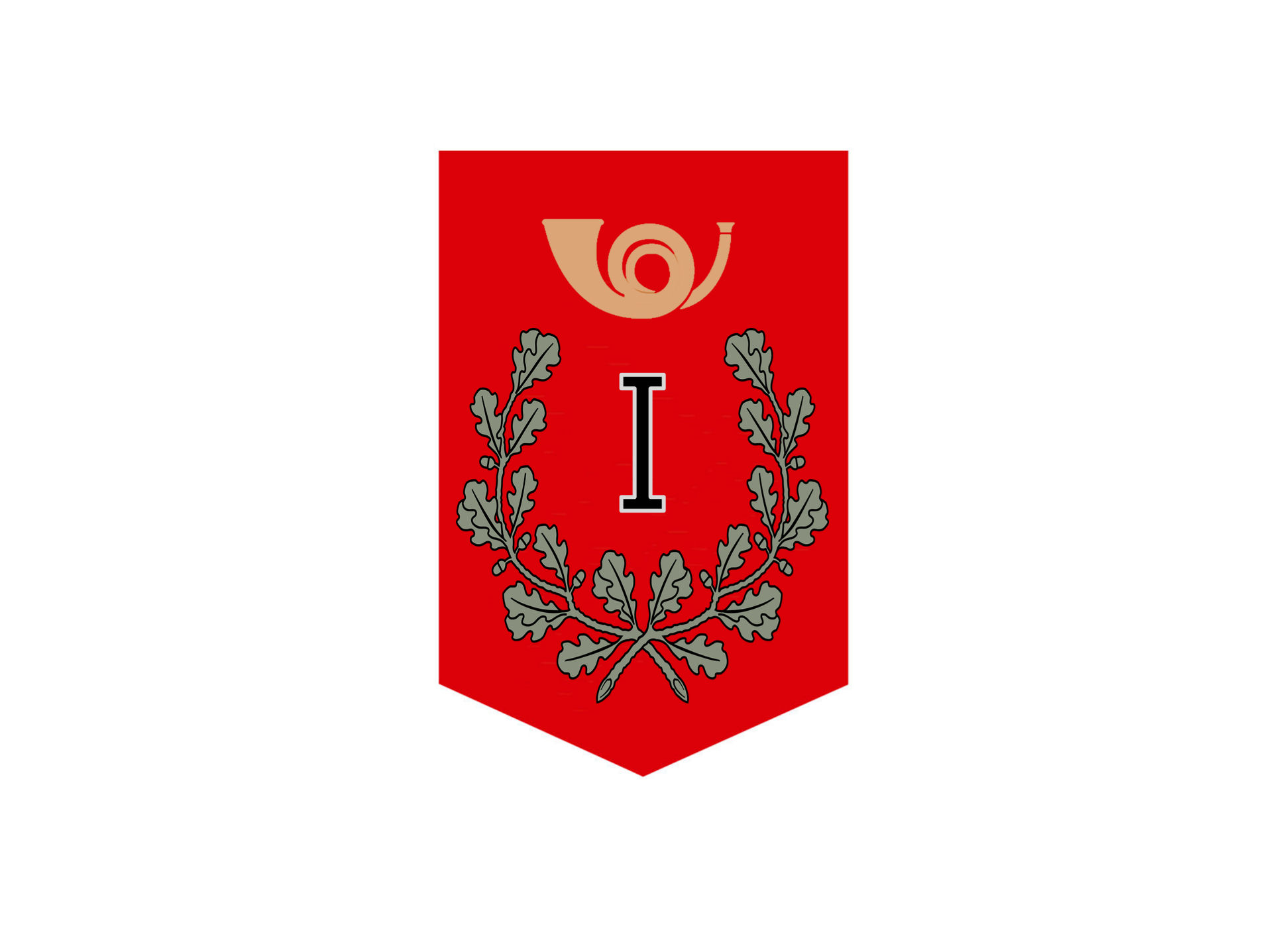
1ste Bataljon Infanterie

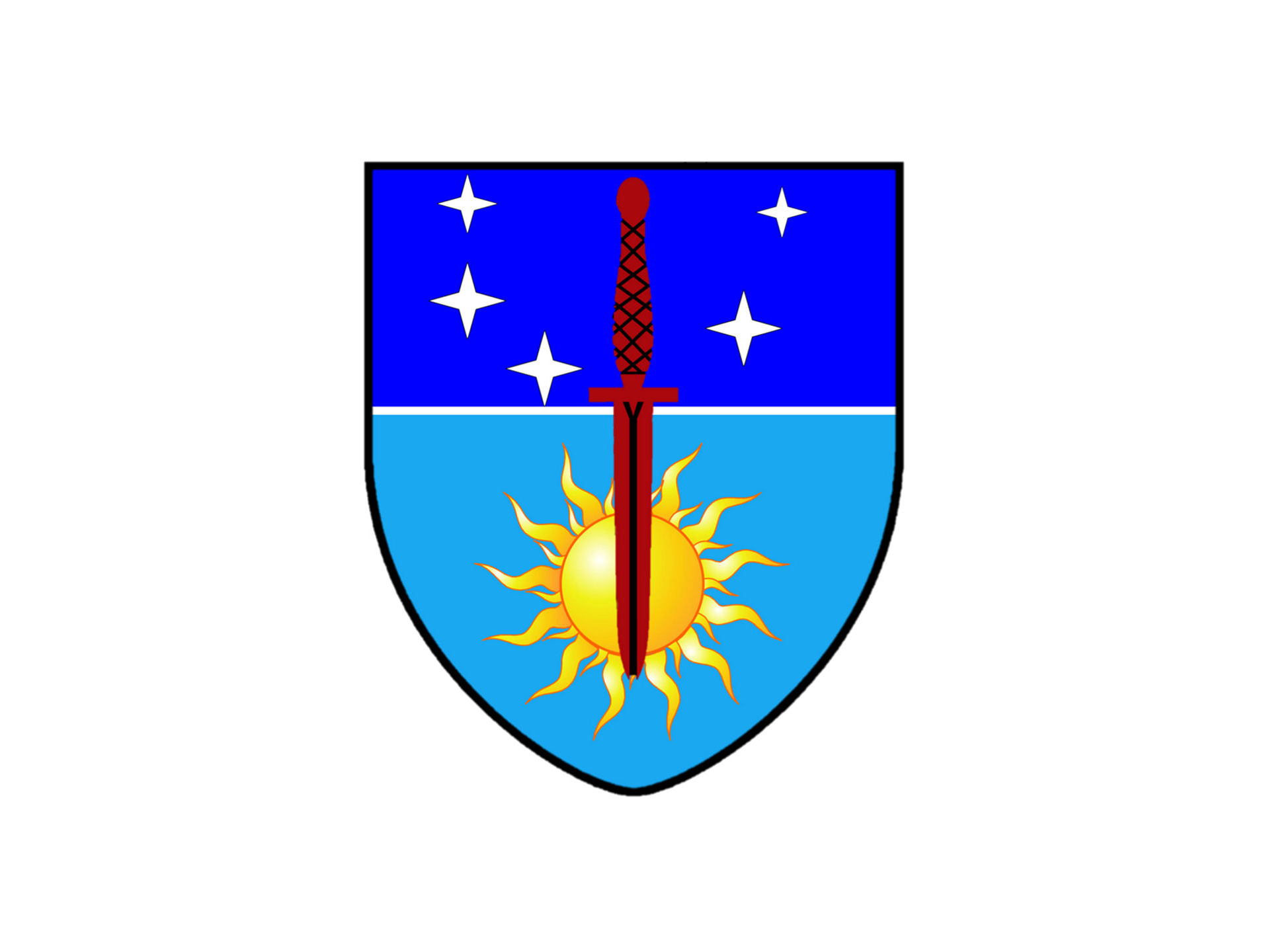
Wapenschild Korps Speciale Troepen

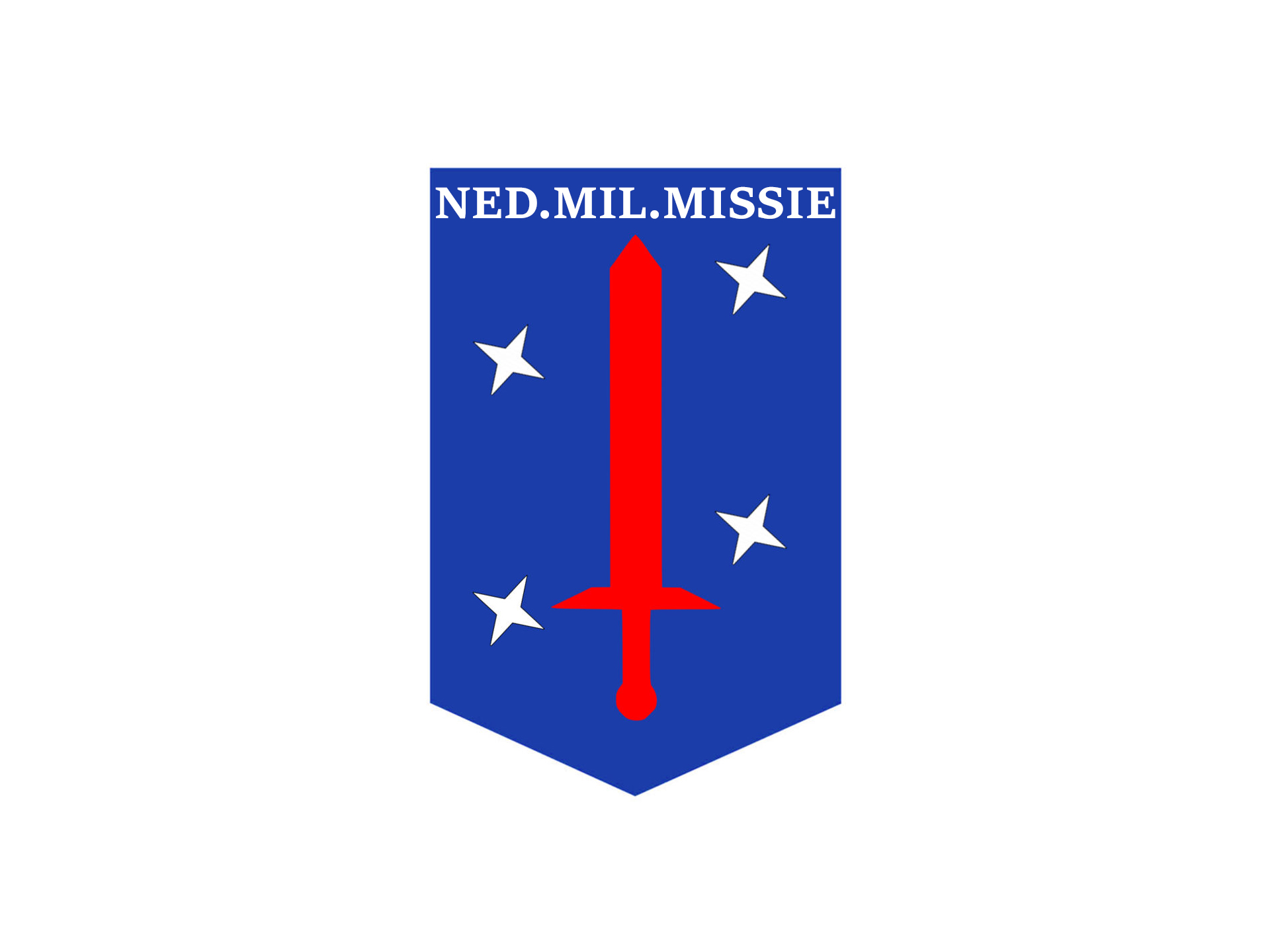
Nederlandse Militaire Missie

### Wapens van het KNIL

#### Infanterie
- Korps Jagers van Cleerens, opgericht door Johannes Baptista Cleerens en in 1837 omgedoopt tot het toenmalige negende bataljon infanterie
- eerste bataljon
- tweede bataljon
- derde bataljon
- vierde bataljon
- vijfde bataljon
- zesde bataljon
- zevende bataljon
- achtste bataljon
- negende bataljon
- tiende bataljon
- elfde bataljon
- twaalfde bataljon
- dertiende bataljon
- veertiende bataljon
- vijftiende bataljon
- zestiende bataljon
- zeventiende bataljon
- achttiende bataljon
- negentiende bataljon
- twintigste bataljon
- eenentwintigste bataljon
- Korps Marechaussee te voet of Korps Marechaussee van Atjeh en Onderhoorigheden

#### Andere Wapens (KNIL)
- Wapen der Artillerie (KNIL)
- Wapen der Cavalerie (KNIL)
- Wapen der Genie (KNIL)
- Wapen der Militaire Luchtvaart (KNIL)

### Dienstvakken (KNIL)
- Dienstvak der Militaire Administratie (KNIL)
- Dienstvak der Geneeskundige Dienst (KNIL)

### (Hulp)korpsen van het KNIL
- De Lijfwacht-Dragonders van Djokjakarta
- De Lijfwacht-Dragonders van Soerakarta
- Het Barisankorps van Madoera
- Het Legioen van Mangkoe Nagoro te Soerakarta
- Het Legioen van Pakoe Alam te Soerakarta
- Het Korps Prajoda van Bali
- De Land- en Stadswachten (Indië)
- Het Reservistenkorps
- Het Vrouwen Automobiel Corps (VAC)
- Het Korps Marechaussee te voet

### Werfdepots van het KNIL
- Het Koloniaal Werfdepot te Harderwijk (Gelderland)
- Het Korps Koloniale Reserve te Nijmegen en Zutphen
- De Militaire Pupillenschool te Gombong voor inlandse militairen
- Werfdepot te Elmina voor de Orang Blanda Itam (Zwarte Hollanders)

### Kaderopleidingen
- De Koninklijke Militaire Academie te Breda
- De Koninklijke Militaire Academie te Bandoeng
- De Cadettenschool te Alkmaar
- Het Instructiebataljon te Kampen (Overijssel)
- De Militaire School te Meester Cornelis
- Het CORO voor de opleiding van reserve-officieren
- De Kaderschool te Magelang

### Diversen
- De Topografische Dienst
- Het Koninklijk Koloniaal Militair Invalidenhuis Bronbeek
- Het Hoog Militair Gerechtshof in Nederlands-Indië
- Het Departement van Oorlog (Bandoeng)
- De Stafmuziek KNIL

### Tweede Wereldoorlog
- Het Korps Insulinde
- De Landstorm, opgericht in mei 1940
- Het Vrouwenkorps KNIL, opgericht 3 maart 1944 te Melbourne
- De NEFIS, militaire inlichtingendienst
- 1ste Bataljon Infanterie, opgericht 1 juni 1944 in te Victory Camp

### Indonesische onafhankelijkheidsoorlog
- Het Korps Speciale Troepen

### Na de Tweede Wereldoorlog
- De Temporaire Krijgsraad

## Commandanten van het Nederlands-Indische leger
| Namen                         | In welke rang of betrekking werkzaam geweest   | levensjaren | commandant                                     | afbeelding |
| ----------------------------- | ---------------------------------------------- | ----------- | ---------------------------------------------- | ---------- |
| C.H.W. Anthing                | generaal-majoor                                | 1766-1823   | 1815-1819                                      |            |
| G.A.G.P. van der Capellen     | gouverneur-generaal                            | 1778-1848   | 1819-1819                                      |            |
| H.M. de Kock                  | generaal-majoor                                | 1779-1845   | 1819-1822                                      |            |
| J.J. van Geen                 | generaal-majoor                                | 1775-1846   | 1822-1828                                      |            |
| H.M. de Kock                  | generaal-majoor                                | 1779-1845   | 1828-1828                                      |            |
| B. Bischoff                   | generaal-majoor                                | 1787-1829   | 1828-1828                                      |            |
| H.M. de Kock                  | generaal-majoor                                | 1779-1845   | 1829-1830                                      |            |
| J. van den Bosch              | commandant                                     | 1780-1844   | 1830-1831                                      |            |
| H.J.J.L ridder de Stuers      | luitenant-generaal                             | 1788-1861   | 1830-1835                                      |            |
| F.D. Cochius                  | generaal-majoor                                | 1786-1876   | 1835-1847                                      |            |
| C. van der Wijck              | generaal-majoor                                | 1797-1852   | 1847-1849                                      |            |
| A.V. Michiels                 | luitenant-generaal                             | 1797-1849   | 1849-1849                                      |            |
| K.B. hertog van Saksen-Weimar | luitenant-generaal                             | 1792-1862   | 1849-1851                                      |            |
| G. Bakker                     | generaal-majoor                                | 1801-1869   | 1851-1854                                      |            |
| F.V.H.A. ridder de Stuers     | luitenant-generaal                             | 1792-1881   | 1854-1858                                      |            |
| J. van Swieten                | luitenant-generaal                             | 1807-1888   | 1858-1862                                      |            |
| C.A. de Brauw                 | luitenant-generaal                             | 1809-1862   | 1862 (overleden maar wel al officieel benoemd) |            |
| C.P. Schimpf                  | luitenant-generaal                             | 1813-1886   | 1862-1865                                      |            |
| A.J. Andresen                 | luitenant-generaal                             | 1808-1872   | 1865-1869                                      |            |
| W.E. Kroesen                  | luitenant-generaal                             | 1817-1873   | 1869-1873                                      |            |
| N.H.W.S. Whitton              | luitenant-generaal                             | 1816-1880   | 1873-1875                                      |            |
| G.P. de Neve                  | luitenant-generaal                             | 1823-1888   | 1875-1879                                      |            |
| H.G. Boumeester               | luitenant-generaal                             | 1831-1894   | 1879-1883                                      |            |
| K.L. Pfeiffer                 | luitenant-generaal                             | 1834-1901   | 1883-1885                                      |            |
| A. Haga                       | luitenant-generaal                             | 1834-1902   | 1887-1889                                      |            |
| Th.J.A. van Zijll de Jong     | luitenant-generaal                             | 1836-1917   | 1889-1893                                      |            |
| A.R.W. Gey van Pittius        | luitenant-generaal                             | 1838-1896   | 1893-1895                                      |            |
| J.A. Vetter                   | luitenant-generaal                             | 1837-1907   | 1895-1897                                      |            |
| L. Swart                      | luitenant-generaal                             | 1847-1909   | 1897-1900                                      |            |
| H.C.P. de Bruijn              | luitenant-generaal                             | 1847-1903   | 1900-1903                                      |            |
| J.C. van der Wijck            | generaal-majoor                                | 1848-1919   | 1903-1903                                      |            |
| W. Boetje                     | luitenant-generaal                             | 1849-1943   | 1903-1905                                      |            |
| G.J. van Kooten               | luitenant-generaal                             | 1851-1923   | 1905-1905                                      |            |
| J.C. van der Wijck            | generaal-majoor                                | 1848-1919   | 1905-1907                                      |            |
| M.B. Rost van Tonningen       | luitenant-generaal                             | 1852-1927   | 1907-1909                                      |            |
| P.C. van der Willigen         | luitenant-generaal                             | 1859-1910   | 1909-1910                                      |            |
| G.C.E. van Daalen             | luitenant-generaal                             | 1863-1930   | 1910-1914                                      |            |
| J.P. Michielsen               | luitenant-generaal                             | 1862-1916   | 1914-1916                                      |            |
| H.C. Kronouer                 | luitenant-generaal                             | 1863-1932   | 1916-1916                                      |            |
| W.R. de Greve                 | luitenant-generaal                             | 1864-1924   | 1916-1918                                      |            |
| C.H. van Rietschoten          | luitenant-generaal                             | 1862-1942   | 1918-1920                                      |            |
| G.K. Dijkstra                 | luitenant-generaal                             | 1867-1946   | 1920-1922                                      |            |
| F.J. Kroesen                  | luitenant-generaal                             | 1870-1950   | 1922-1924                                      |            |
| K.F.E. Gerth van Wijk         | luitenant-generaal                             | 1870-1935   | 1924-1926                                      |            |
| W.A. Blits                    | luitenant-generaal                             | 1874-1949   | 1926-1926                                      |            |
| H.L. La Lau                   | luitenant-generaal                             | 1876-1945   | 1926-1929                                      |            |
| H.A. Cramer                   | luitenant-generaal                             | 1877-1951   | 1929-1932                                      |            |
| J.C. Koster                   | luitenant-generaal                             | 1882-1963   | 1932-1935                                      |            |
| M. Boerstra                   | luitenant-generaal                             | 1883-1953   | 1935-1939                                      |            |
| G.J. Berenschot               | luitenant-generaal                             | 1887-1941   | 1939-1941                                      |            |
| H. ter Poorten                | luitenant-generaal                             | 1887-1968   | 1941-1942                                      |            |
| L.H. van Oyen                 | luitenant-generaal                             | 1889-1953   | 1943-1946                                      |            |
| S.H. Spoor                    | luitenant-generaal, vanaf 23 mei 1949 generaal | 1902-1949   | 1946-1949                                      |            |
| D.C. Buurman van Vreeden      | luitenant-generaal                             | 1902-1964   | 1949-1950                                      |            |

## Markante oud-KNIL-militairen
- Costavina Aya Ayal, verzetsvrouw in Nieuw-Guinea, korporaal Vrouwenkorps
- Christiaan Eijkman, militair arts, Nobelprijswinnaar geneeskunde
- Jacob Pieter van Helsdingen, vlieger, ridder MWO
- Jan Klinkhamer, sergeant, guerrillastrijder
- Machiel van den Heuvel, Colditz-krijgsgevangene
- Toontje Poland, kolonel, ridder MWO
- Jan Frederik Scheffer, vlieger, ridder MWO
- Richard Schoemaker, olympisch schermer, architect, hoogleraar bouwkunde
- Jan Semmelink, militair arts, ridder MWO
- Charles Prosper Wolff Schoemaker, architect, hoogleraar bouwkunde
- Anton Muskita, meerdere malen onderscheiden Moluks KNIL en VN Korea veteraan
- William Harings, voetballer Nederlandsch-Indisch Voetbalelftal